# Hygrocybe cuspidata
Hygrocybe cuspidata är en svampart som först beskrevs av Peck, och fick sitt nu gällande namn av Roody 2003. Hygrocybe cuspidata ingår i släktet Hygrocybe och familjen Hygrophoraceae.   Inga underarter finns listade i Catalogue of Life.